# Exhibition (film, 2013)
Pour les articles homonymes, voir Exhibition.
Pour plus de détails, voir Fiche technique et Distribution.
Exhibition est un film britannique réalisé par Joanna Hogg, sorti en 2013.

## Fiche technique
Sauf indication contraire, les informations mentionnées dans cette section peuvent être confirmées par la base de données cinématographiques IMDb,  présente dans la section « Liens externes ».
- Titre français : Exhibition
- Réalisation et scénario : Joanna Hogg
- Direction artistique : Pedro Moura
- Photographie : Ed Rutherford
- Montage : Helle le Fevre
- Pays d'origine : Royaume-Uni
- Format : Couleurs - 1,85:1 - Dolby Digital
- Genre : drame
- Durée : 104 minutes
- Dates de sortie :
  - Suisse : 9 août 2013 (Festival international du film de Locarno 2013)
  - Royaume-Uni : 25 avril 2014
  - France : 15 décembre 2021

## Distribution
- Viv Albertine : D
- Liam Gillick : H
- Tom Hiddleston : Jamie Macmillan
- Harry Kershaw : agent immobilier
- Mary Roscoe : voisine

## Distinction
- Festival international du film de Locarno 2013 : sélection en compétition internationale